# Говорова, Галина Леонидовна
Гали́на Леони́довна Говорова (12 июня 1921, Москва — 4 марта 1973, Москва) — советский геолог, первая женщина в России, защитившая докторскую диссертацию в области разработки нефтяных месторождений, автор многих проектов разработки и доразработки крупных нефтяных месторождений. Ученица и сотрудница В. Н. Щелкачев.
Её докторская диссертация «Разработка нефтяных месторождений в США» в 1970 году была опубликована отдельной книгой. В этой работе были подвергнуты анализу итоги и состояние разработки более 800 нефтяных месторождений США. Эта работа по критическому анализу разработки столь большого числа месторождений США не имела аналогов даже в самих Соединенных Штатах.

## Даты жизни и трудовой деятельности
- 1921 — 12 июня в Москве в семье биолога и селекционера Леонида Ипатьевича и его жены Августины Гавриловны родилась Галина Леонидовна Говорова.
- 1923 — Семья Говоровых переехала в Ленинград.
- 1939—1941 — Студентка Ленинградского кораблестроительного института.
- 1941—1942 — Студентка Ленинградского авиационного института.
- 1942—1945 — Студентка Грозненского нефтяного института.
- 1945—1949 — Аспирантка ВНИИнефти, по совместительству ст. инженер того же института.
- 1949—1953 — Начальник лаборатории ВНИИнефти. 1953—1955 доцент Академии нефтяной промышленности.
- 1955—1968 — доцент Московского нефтяного института (ныне РГУ нефти и газа) имени И. М. Губкина.
- 1968—1973 — Профессор того же института.
- 1973 — 4 марта после тяжелой болезни Галина Леонидовна Говорова умерла. Урна с прахом захоронена в колумбарии Донского кладбища.

## Труды
- Взаимодействие скважин и процессы перераспределения пластовых давлений : диссертация кандидата технических наук : 05.00.00. - Москва, 1949. - 137 с.
- Сборник задач по разработке нефтяных и газовых месторождений: для студентов нефт. вузов и фак.. - Москва: Гостоптехиздат, 1959. - 244 с.
- Анализ разработки нефтяных месторождений и нефтедобычи в США : диссертация доктора технических наук: 05.00.00. - Москва, 1967. - 445 с.
- Разработка нефтяных месторождений в США. — М. : Недра, 1970.

Публикации в журнале
Щелкачев В.Н., Говорова Г.Л., Рябинина З.К., Законы изменения радиуса влияния скважины в условиях упругого режима, Раздел: Архив журнала / 19, 48 / Июль / Промысловое дело
Говорова Г.Л.
Добыча нефти по странам↵Говорова Г.Л.рхив журнала / 1971 / Май / Нефтяная промышленность за рубежом
Говорова Г.Л.
Добыча нефти по странам мира за 1968 г., Раздел: Архив журнала / 1969 / Май / Нефтяная промышленность за рубежом
Говорова Г.Л.
Добыча нефти по странам мира за 1967 г., Раздел: Архив журнала / 1968 / Октябрь / Нефтяная промышленность за рубежом
Говорова Г.Л.
Анализ плотности размещения скважин на нефтяных месторождениях США, Раздел: Архив журнала / 1968 / Июнь / Нефтяная промышленность за рубежом
Говорова Г.
Хроника: Опыт термич. воздействия на пласт, Результаты полимерного заводнения в Калифорнии, Экспорт и импорт нефти и н/продуктов США, Оценка извлекаемых запасов в США, Количество пробуренных скважин и объем бурения в США, 
Раздел: Архив журнала / 1968 / Февраль / Нефтяная промышленность за рубежом
Говорова Г.
Хроника (продолжение): Количество пробуренных скважин и объем бурения в Западной Канаде (Альберта, Саскачеван, Манитоба, Британская Колумбия и Северо-Западные территории) в 1966 г., Раздел: Архив журнала / 1968 / Февраль / Нефтяная промышленность за рубежом
Говорова Г., Барышников И.
Хроника: Оценка открытых запасов нефти и газа в США по различным категориям, Перспектива развития нефтедобывающей промышленности на море, Нефтяная компания Кувейта, Распределение основного экспорта по странам, Обычное заводнение, Самый мощный в мире плаву, Раздел: Архив журнала / 1967 / Февраль / Нефтяная промышленность за рубежом
Барышников И., Говорова Г.
Хроника: Приборы для определения места утечки жидкости в трубопроводах, В Министерстве торговли США, Раздел: Архив журнала / 1967 / Январь / Нефтяная промышленность за рубежом
Говорова Г.Л.
Хроника: Данные о танкерном флоте, Роль нефтяной промышленности в производстве серы, Запасы нефти в сланцах по капиталистическим странам, Раздел: Архив журнала / 1966 / Сентябрь / Нефтяная промышленность за рубежом
Говорова Г.Л.
К вопросу об учете зависимости коэффициента нефтеотдачи от плотности размещения скважин, Раздел: Архив журнала / 1966 / Март / Добыча нефти
Гусейн-Заде М.А., Говорова Г.Л.
Определение утечки жидкости при разработке пластов с водонапорным режимом, Раздел: Архив журнала / 1958 / Март / Добыча нефти
Жданов М.А., Говорова Г.Л.
Некоторые вопросы разработки в связи с центральным внутриконтурным заводнением, Раздел: Архив журнала / 1958 / Февраль / Добыча нефти
Говорова Г.Л., Амелин И.Д.
Об обработке результатов исследования нефтяных скважин на приток, Раздел: Архив журнала / 1954 / Май / Техника и технология добычи нефти
Говорова Г.Л.
Об изменении пластового давления при нарастающих отборах, Раздел: Архив журнала / 1950 / Апрель / Техника и технология добычи нефти
Говорова Г.Л.
Перераспределение давления в процессе заводнения, Раздел: Архив журнала / 1949 / Январь / Промысловое дело
Говорова Г.Л.
Перераспределение давления в процессе заводнения, Раздел: Архив журнала / 1949 / Январь / Промысловое дело
Говорова Г., Барышников И.
Хроника: Оценка открытых запасов нефти и газа в США по различным категориям, Перспектива развития нефтедобывающей промышленности на море, Нефтяная компания Кувейта, Распределение основного экспорта по странам, Обычное заводнение, Самый мощный в мире плаву, Раздел: Архив журнала / 1967 / Февраль / Нефтяная промышленность за рубежом
Говорова Г.
Хроника (продолжение): Количество пробуренных скважин и объем бурения в Западной Канаде (Альберта, Саскачеван, Манитоба, Британская Колумбия и Северо-Западные территории) в 1966 г., Раздел: Архив журнала / 1968 / Февраль / Нефтяная промышленность за рубежом

## Ученые степени и звания
- профессор
- доктор геолого-минералогических наук